# Кандалинцовы
Кандалинцовы (Кандалинцевы) — русский дворянский род.

## Происхождение
В Общем гербовнике дворянских родов Всероссийской империи записано: 
Фёдор Никитич, сын Кандалинцев, будучи Чистопольским именитым гражданином, за усердие в течение винных откупов для казны оказанное, по Именному блаженной и вечнодостойной памяти Государыни Императрицы Екатерины II 1794-го года января 11-го дня указу, произведён колежским асессором, а потом 1797-го года надворным советником, и находясь в том чине, 1798-го апреля в 15-й день пожалован на дворянское достоинство дипломом, копия которого хранится в герольдии.
Дворянство было пожаловано Фёдору Никитичу Кандалинцову за разработку проекта (1795) и введение единой откупной системы для всей империи, по которому откупщики кроме выручки от продаж питей брали в свою пользу и выручку от продаж в питейных домах харчевых припасов, отдавая государству за своё владение и деятельность твёрдый годовой процент налоговых пошлин.

## Описание герба
Герб рода Кандалинцовых внесен в Общий гербовник дворянских родов Всероссийской империи, часть 2, стр. 150:
В щите, имеющем голубое поле, изображены три золотые пчелы означенные в верхней части две, а в нижней одна. Щит увенчан обыкновенным дворянским шлемом, с дворянскою на нем короною и тремя страусовыми перьями. Намёт на щите голубой, подложенный золотом.
Род внесён в часть I родословных книг Костромской, Симбирской, Оренбургской и Казанской губерний.

## Семья
У Федора Никитовича Кандалинцева в браке с Кандалинцевой Прасковьей Петровной были два сына и три дочери.
- Иван Федорович Кандалинцев (07.12.1782-01.04.1802)[4]
- Николай Федорович Кандалинцев, (г/р 1798) — в браке с Лидией Александровной Михайловской-Данилевской (1821 — ), дочерью историка А. И. Михайловского-Данилевского.
  - Лидия Николаевна Абациева
  - Анна Николаевна Кандалинцева
  - Александр Николаевич Кандалинцев
- Елена Федоровна Рюмина (1800–1874)[5] — жена тайного советника Н. Г. Рюмина
- Любовь Федоровна Яхонтова
- Екатерина Федоровна Попкова

## Имения
В первой четверти XIX века Федору Кандалинцову совместно с женой Прасковьей Петровной принадлежали деревни Грязовецкого уезда Борятино,  Захарово, Кулдино и Ходырево.
Имение Дубицы Войсковицкой мызы (1838-1856) принадлежало надворной советнице Кандалинцевой и по ревизии (1838) у ней крепостных крестьян 13 человек мужского пола и 13 женского, а также род числился в списке владельцев помещичьих имений в 100 душ и выше.

## В литературе
Исторический анекдот об основателе рода приводится в «Семейной хронике князей Протазановых», повести Николая Лескова, описывающей реалии рубежа XVIII—XIX веков.
Один из таких [откупщиков], по фамилии Кандолинцев, не пропускал ни одного случая втираться в светские дома и решился для этого, как говорили, «на героические подлости». Благодаря своим компанейщикам он однажды ценою немалых жертв добился того, что его пригласили участвовать в любительском спектакле с настоящими светскими людьми; но в самом этом великодушии крылась новая обида: Кандолинцеву дали самую ничтожную, выходную роль, лакея без слов.
Это, конечно, было не очень деликатно, однако искательный светский неофит от своей роли не уклонился и показывал, что он этим не обижается. Он только со всеми зашучивал, говоря, что он не знает, как ему держать себя, чтобы более походить на лакея?
— Ах, вы всего менее затрудняйтесь этим, — отвечал ему кто-то, кому он надоел с своею игривостью, — держитесь как вы есть, и вы будете совершенно то, что должны представить. 
Прибыльщик обиделся и отказался от пьесы. Тогда кто-то предложил ему роль в пьесе, которая шла в тот же спектакль на французском языке. 
— Нет, — отвечал обиженный, — я не хочу: я по-французски очень хорошо знаю, но только эти ле, ля, ли пред словами не люблю. 

С тех пор он так и прозывался «Кандолинцев ле, ля, ли».